# 衢州府
衢州府，中国明清时的府。

衢州府在浙江省的位置（1820年）

元朝至正十六年（1366年），朱元璋改龙游府置，治所在西安县（今浙江省衢州市）。辖境约今浙江衢州、常山、江山、开化等市县地。清朝顺治五年（1648年）至十五年，曾为浙闽总督驻地。「上八府」之一，下辖5个县：西安县（首县）、常山县、江山县、开化县、龙游县。与本省金华府、处州府、严州府，安徽省徽州府、江西省广信府、福建省建宁府毗邻。辛亥革命后，全国废府，废。

## 延伸阅读
[在维基数据编辑]
 《欽定古今圖書集成·方輿彙編·職方典·衢州府部》，出自陈梦雷《古今圖書集成》